# Before Love Came to Kill Us
Before Love Came to Kill Us è il primo album in studio della cantante canadese Jessie Reyez, pubblicato il 27 marzo 2020 dalle etichette FMLY e Island Records.
Il disco è stato anticipato dai singoli Imported (in collaborazione con 6lack) e Love in the Dark, insieme al singolo promozionale Ankles. All'interno dello stesso, è contenuto anche il singolo di debutto della cantante Figures.

## Tracce
1. Do You Love Her – 3:16
2. Deaf (Who Are You) – 2:53
3. Intruders – 3:05
4. Coffin (feat. Eminem) – 4:21
5. Ankles – 2:49
6. Imported (feat. 6lack) – 3:45
7. La Memoria – 3:17
8. Same Side – 3:10
9. Roof – 1:46
10. Dope – 2:37
11. Kill Us – 4:05
12. Love in the Dark – 3:59
13. I Do – 3:52
14. Figures – 3:58